# VIVA Zwei
VIVA Zwei (ehemals VIVA II) war ein deutscher Musikfernsehsender, der seinen Sendebetrieb am 21. März 1995 aufnahm und am 7. Januar 2002 zugunsten von VIVA Plus einstellte. Als Ableger von VIVA war der Sender zunächst auf Zuschauer über 25 Jahren ausgerichtet, ehe die Zuwendung zu einem jüngeren, der alternativen Szene zugehörigen Publikum erfolgte.

## Geschichte

### VIVA Zwei als Adult-Contemporary-Sender

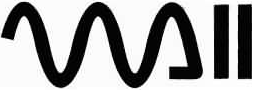
Das erste Logo des Senders VIVA II.

Unter dem Namen VIVA II ging der Sender am 21. März 1995 um 12:00 Uhr auf Sendung. Die Gründung gilt als Gegenreaktion auf den elf Tage zuvor erfolgten Sendestart von VH-1 Deutschland, welches wie der erklärte VIVA-Konkurrent MTV Europe zur Viacom-Gruppe gehörte, aber auch von der Me, Myself & Eye Entertainment GmbH gestaltet wurde, die bisher Gründerin und Gesellschafterin von VIVA war. Nicht zuletzt dieser Interessenkonflikt führte dazu, dass der damalige VIVA-Geschäftsführer Dieter Gorny im Oktober 1994 den zeitgleichen Aufbau des Konkurrenzproduktes VIVA II ausrief.
Gezeigt wurden Musikvideos und musikjournalistische Formate mit vorwiegend retrospektivem Charakter für ein erwachsenes Publikum, das mit dem Erstkanal nicht erreicht werden konnte. Der Anteil älterer Videoclips in der Playlist betrug zu der Zeit nach eigenen Angaben ungefähr 65 %. Programmchef war Steve Blame, ehemaliger Nachrichtenmoderator von MTV Europe.
Der vom Art Directors Club preisgekrönte Senderauftritt war eindeutig an das Mutterprogramm angelehnt, was beispielsweise auf das Logo, die oftmals verspielten Eröffnungssequenzen oder die Tatsache, dass die Titelmusik für das Soul- und Jazz-Format SoJa die Handschrift des VIVA-Moderators Stefan Raab trug, zutrifft.

Das Logo der Sendung Fast Forward, welche in der ersten Inkarnation des Senders noch nicht existierte, illustriert beispielhaft den Aufbau der Sender- und Sendungskennung. Im laufenden Programm war das Kreuz jedoch weiß.

Dies änderte sich zum 1. Mai 1996. Seitdem stellte ein Kreuz das neue Logo dar, das im laufenden Programm unten links mit dem farblich unterlegten Sendungstitel eingeblendet wurde. Die Titelsequenzen der Sendungen wurden abstrakter, verzichteten auf die nun redundante Nennung der Sendung, waren farblich reduziert (wodurch die Farbwahl der Einblendung unten links beeinflusst wurde) und erlaubten mithilfe der Bluescreen-Technik die nahtlose Integration des VJs per Kamerabewegung. Zudem wurde die Eigenschreibweise in VIVA ZWEI geändert.
Damit ging eine Profilanpassung einher: Ziel war es nun, aktuelle Entwicklungen in der Popkultur zielgruppengerecht aufzubereiten und erst im zweiten Schritt Rückbezüge zu der Vergangenheit herzustellen. Zu diesem Zweck wurde der Anteil älterer Musikvideos auf ca. 30 % begrenzt und der Einsatz des Internets im Programm erprobt, was in erster Linie in der Sendung Connex erfolgte.
Der neue Senderauftritt wurde Ende 1996 von einer Plakat- und Anzeigenkampagne begleitet, die aufgrund der provokativen Motive in Bayern sowie von Zeitschriften wie Amica boykottiert wurde.
Ab dem 4. Juli 1996 schaltete VIVA Zwei zunächst probeweise einen eigenen Teletextdienst, was der Hauptsender generell in verschiedene Rubriken unterteilte. Für Cineasten wurde hierin beispielsweise der Bereich der Filmkritik ins Leben gerufen und beim Hollywoodprodukt Tarzan (1999) der Öffentlichkeit zugänglich gemacht. Die Zuschauer hatten darüber hinaus dabei die Möglichkeit, sich selbst mit ihrer eigenen Beurteilung eines Projektes zu beteiligen. Auffällig war die am Rand transparente Tafel 100, die es ermöglichte, den Sendungstitel am VIVA-Zwei-Logo unten links im laufenden Programm weiterhin erkennen zu können. Das Mittel der erzwungenen Transparenz wird von anderen deutschsprachigen Teletextanbietern überwiegend für Nachrichtenticker (meist auf Teletexttafel 111) und Programmhinweise (Tafel 333) genutzt.
Der Sender wurde – wie auch VH-1 – seit jeher defizitär betrieben, dafür galt VIVA Zwei als „erfolgreicher“. Während VH-1 die eigene Positionierung für einige weitere Jahre unter geringem Personaleinsatz und nahezu frei von Moderationen beibehielt, entschloss sich VIVA Zwei zu einer Abwendung vom Adult-Contemporary-Format. Im Januar 1998 wurde die Absicht erklärt, aus dem Sender eine musikjournalistisch geprägte Heimat für Anhänger populärer Subkulturen zwischen 18 und 29 Jahren zu machen. Dabei wurde noch im März desselben Jahres eine Werbekampagne unter dem Motto It's Music lanciert, um die bisherige Zielgruppe auf die Relevanz des Senders in der deutschen Musikszene aufmerksam zu machen.

### VIVA Zwei als alternativer Sender
Die Neupositionierung trat am 7. September 1998 um 15:00 Uhr in Kraft, als unter dem Motto Die Wende! das Sendesignal für 24 Stunden um 180° gedreht wurde. Das bisherige On-Air-Design wurde prinzipiell beibehalten, aber zielgruppengerecht überarbeitet. Die Programmhinweise, die bisher typographielastig waren und zudem mit großen Farbflächen und Videoclipausschnitten arbeiteten, waren nun mit Bild- und Tonstörungen versehen und häufig provozierenden Inhalts: So bewarben etwa willig erscheinende Frauen in lasziven Posen diverse Chartsendungen. Statt vor einem Greenscreen wurden die Moderationen nun in der Regel in einem realen Studio aufgezeichnet.
Zugleich wurden die meisten Moderatoren ausgetauscht. Soapdarsteller wie Berrit Arnold oder erfahrene Musikjournalisten wie Axel Terporten wurden durch unbekannte, jüngere, unerfahrene Gesichter ersetzt. So etablierte sich ab 1998 Charlotte Roche, die zunächst gemeinsam mit Nkechi Madubuko als eine einfache Ansagerin durch die Sendung Fast Forward führte, ehe sie dieses Format mit dem Producer Eric Pfeil zu einer vielbeachteten Personality-Show weiterentwickelte. Hohe Wellen schlug auch Niels Ruf mit seiner Sendung Kamikaze, in der die Grenzen der politischen Korrektheit ausgelotet wurden. Ein Gegenpol zu diesen beiden schrillen Persönlichkeiten stellte Rocco Clein dar, der in den Neuigkeiten (und ab 2000 im Wochenrückblick Neuigkeiten KW) in einem Aufzug und im Anzug die neuesten Nachrichten aus der Musikwelt auf eine traditionsbewusst sachliche Weise verlas.
Der musikalische Fokus von VIVA Zwei lag auf Indie-Rock, Alternative Hip-Hop und elektronischer Musik. VIVA Zwei verstand sich als Plattform für ästhetisch anspruchsvolle Videoclips etablierter und neuer Künstler. Genres, in denen nicht das Musikvideo als Massenmedium eingesetzt wurde (da die Stücke zum Beispiel zu lang und anspruchsvoll für das konventionelle Musikfernsehen wären), fanden dennoch auf VIVA Zwei Berücksichtigung: 2000 wurde so das Format 2Step geschaffen, in der DJ-Sets durch VJs (Visual Jockeys, nicht zu verwechseln mit Video Jockeys) unterstützt wurden.
Anfang 2000 fuhr der Sender einen Verlust in Höhe von 5 Millionen D-Mark ein; man begriff sich allerdings in einem „zweistelligen“ Wachstum. Durch die Aufschaltung des Senders auf den Satelliten Astra am 1. Februar 2001 waren Kosten in Höhe von 12 Millionen DM entstanden. Die Verluste konnten nur durch die Gewinne des Schwestersenders VIVA kompensiert werden.
Im Februar und März 2001 wurde das Vorhaben, das bisherige VIVA-Zwei-Programm von 18:00 bis 06:00 Uhr auf VIVA auszustrahlen, vorgestellt. Dieses neue Hauptprogramm wurde unter dem Projekttitel VIVA Plus konzipiert. Die VIVA-Zwei-Frequenz sollte demnach für einen Unterhaltungskanal für Jugendliche genutzt werden, auf der Spielfilme, Seifenopern, eine Talkshow mit Charlotte Roche, eine Late-Night-Show mit Niels Ruf und nur vereinzelt Musik gezeigt werden könnten.
Tatsächlich wurde dieses Vorhaben letzten Endes verworfen: Am 4. Oktober 2001 wurde die Einstellung von VIVA Zwei bekanntgegeben. Der Name VIVA Plus sollte nun nicht mehr für das Hauptprogramm, sondern für den Nachfolgesender von VIVA Zwei genutzt werden.

### Einstellung
VIVA Zwei stellte am 1. Januar 2002 den regulären Sendebetrieb ein und wurde am 7. Januar 2002 um 13:00 Uhr durch VIVA Plus ersetzt. In der Zeit vom 1. bis 7. Januar 2002 wurden Musikvideos in einer Endlosschleife ausgestrahlt und nur durch Werbung unterbrochen. Langfristig wurde nur Fast Forward (bis 2005) ins VIVA-Hauptprogramm übernommen, einzelne Formate wie Overdrive und Twelve existierten bei VIVA Plus noch eine Zeit lang weiter, nahezu alle anderen VIVA-Zwei-Sendungen wurden sofort eingestellt. Die bisherigen Redaktionen arbeiteten jedoch vorerst weiter für VIVA Plus, bevor der Sender im Herbst 2002 auf ein unmoderiertes Format umgestellt wurde.
Die Abschaltung von VIVA Zwei wurde von Medienkritikern als ein Beleg dafür gesehen, dass ein privater TV-Sender mit Inhalten abseits des Mainstreams nicht überlebensfähig sei. Der ehemalige VIVA-Zwei-Moderator Markus Meske erläuterte, dass der Sender auch in seiner alternativen Inkarnation lediglich dem Konkurrenten MTV kurzfristig strategisch zusetzen sollte; eine inhaltlich begründete Motivation habe es vonseiten der Sendeleitung nie gegeben. Mit Onyx.tv stellte im September 2004 ein weiterer unabhängiger Musiksender den Sendebetrieb ein.
Im November 2003 wurde die Rückkehr von VIVA Zwei auf einer digitalen Plattform mit weiteren Spartenkanälen von der VIVA Media AG angedacht.
Im April 2005 nahm VIVA Plus die Sendungen 2Step und E-Beats (ehemals Electronic Beats) wieder ins Programm. Zu der Zeit wurden wieder zunehmend musikjournalistisch programmierte Formate entwickelt. Im Zuge der Übernahme der VIVA Media AG durch Viacom wurde dies jedoch im Juli desselben Jahres wieder revidiert, um erneut verstärkt auf Get the Clip und erstmals auch auf Call-in-Gewinnspiele zu setzen.

## Empfang
Bis zum 1. Februar 2001 konnte der Sender via Satellit nur über die Hotbird-Position 13° Ost empfangen werden. Anschließend wurde VIVA Zwei analog und digital über die Astra-Flotte verbreitet. Zudem wurde VIVA Zwei in vielen Regionen im Kabelnetz eingespeist. Anders als VIVA musste sich VIVA Zwei allerdings häufiger den Senderplatz mit anderen Kanälen teilen. Anfang 2000 konnten nach Senderangaben 24 Millionen Haushalte erreicht werden.

## Trivia
Bei VIVA Zwei hatte Thees Uhlmann seinen ersten Auftritt im deutschen Fernsehen und lernte seine langjährige Freundin Jessica Timm kennen.

## Sendungen
- 2Dark
- 2New
- 2Rock
- 2Rock Charts
- 2Step
- 90's Backspin
- A. M.
- Airplay Charts
- Blue
- Connex
- Deep
- Downtown
- D-Tonal
- Electronic Beats
- F. M.
- Fast Forward
- Geschmackssache
- H.
- Jam
- Kamikaze
- LP Charts
- Massiv
- Minh-Khai & Friends
- Moon
- Move
- Mr.Explosion
- Neuigkeiten
- Noon
- Overdrive
- P. M.
- Pop
- Popp TV
- PVG
- Red
- Shockwave
- Sleepless
- Sneak Preview
- Soja
- Sunny Side Up
- Supreme
- The Flow
- Trendspotting
- Twelve
- UK Charts
- UK/US Charts
- US Charts
- Vinyl
- Vinyl-X-Tra
- Virus
- Wah²
- Zelluloid
- Zone 2
- Zwei
- Zwobot

## Moderatoren
- Götz Bühler
- Rocco Clein
- Dirk Dresselhaus (alias Schneider TM)
- Katja Giglinger
- Simon Gosejohann
- Markus Kavka
- Ill-Young Kim
- Tanja Mairhofer
- Markus Meske
- Nils Neumann
- Minh-Khai Phan-Thi
- Charlotte Grace Roche
- Niels Ruf
- Falk „Hawkeye“ Schacht
- Patrick Sommer
- Herbert Sinkó
- Zwobot
- Axel Terporten
- Christof Arnold
- Nkechi Madubuko
- Jan Weiter
- Nadine Tschanz

## Dokumentation
- Thorsten Berrar (Buch und Regie), Luzia Niedermeier: Die VIVA-Story - zu geil für diese Welt! in der ARD-Mediathek. Dokumentation (72 Min.), abrufbar bis 1. Dezember 2028; ARD Kultur; 2023; drei Teile